# Канатлан (муниципалитет)
Канатла́н (исп. Canatlán) — муниципалитет в Мексике, штат Дуранго, с административным центром в одноимённом городе. Численность населения, по данным переписи 2010 года, составила 31401 человек.

## Общие сведения
Название Canatlán с языка науатль можно перевести как место, обтекаемое водой.
Площадь муниципалитета равна 3492 км², что составляет 2,83 % от площади штата. Он граничит с другими муниципалитетами Дуранго: на севере с Сантьяго-Папаскьяро, Нуэво-Идеаль и Конето-де-Комонфортом, на востоке с Сан-Хуан-дель-Рио и Пануко-де-Коронадо, на юге с Дуранго, и на западе с Сан-Димасом.

## Учреждение и состав
Муниципалитет был образован 1917 году, в его состав входит 151 населённый пункт, самые крупные из которых:
| Код INEGI | Населённый пункт                                                 | Численность населения (2005 год) | Численность населения (2010 год) |
| --------- | ---------------------------------------------------------------- | -------------------------------- | -------------------------------- |
| 001       | Всего                                                            | 29354                            | 31401                            |
| 0001      | Канатлан (исп. Canatlán) (административный центр)                | 10668                            | 11495                            |
| 0063      | Хосе-Гуадалупе-Агилера (исп. José Guadalupe Aguilera)            | 1763                             | 1719                             |
| 0110      | Рикардо-Флорес-Магон (исп. Ricardo Flores Magón)                 | 1151                             | 1467                             |
| 0134      | Венустьяно-Карранса (Окотан) (исп. Venustiano Carranza (Ocotán)) | 1143                             | 1259                             |
| 0115      | Сан-Хосе-де-Грасия (исп. San José de Gracia)                     | 1061                             | 1256                             |
| 0083      | Николас-Браво (исп. Nicolás Bravo)                               | 1232                             | 1253                             |
| 0127      | Ла-Соледад (исп. La Soledad)                                     | 914                              | 932                              |

## Экономическая деятельность
По статистическим данным 2000 года, работоспособное население занято по секторам экономики в следующих пропорциях: сельское хозяйство, скотоводство и рыбная ловля — 34,6 %, промышленность и строительство — 21,4 %, сфера обслуживания и туризма — 41 %.

## Инфраструктура
По статистическим данным 2010 года, инфраструктура развита следующим образом:

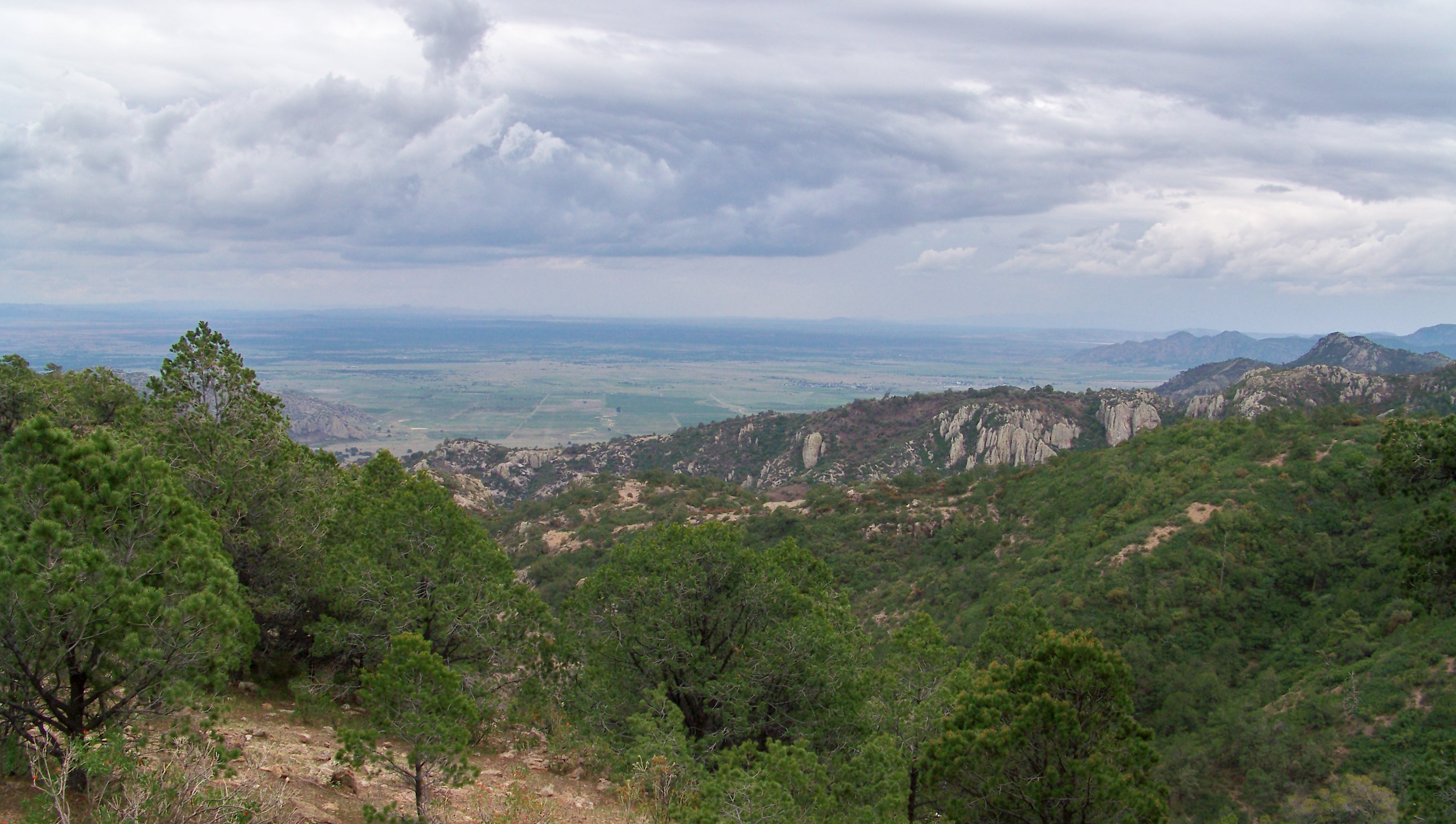
Виды муниципалитета

- электрификация: 97,7 %;
- водоснабжение: 96,5 %;
- водоотведение: 83,2 %.

## Туризм
Основные достопримечательности:
- асьенда Ла-Сауседа в колониальном стиле, построенная в XVII веке;
- несколько церквей, построенных в XVIII веке;
- музей с археологическими объектами в городке Комунидад-де-Гомелия;
- курортные места: Бальнеарос-де-Саусес, Колима, Преса-Каборака, Серро-дель-Гарбансо.